# Etsuko Toganoo
Etsuko Toganoo (jap. 栂野尾 悦子, Toganoo Etsuko, geborene Etsuko Takenaka (竹中 悦子, Takenaka Etsuko); * um 1950) ist eine ehemalige Badmintonspielerin aus Japan.

## Karriere
Etsuko Takenaka gewann ihren ersten japanischen Meistertitel 1968 im Damendoppel mit Machiko Aizawa. 1969 und 1970 konnten beide diesen Doppeltitel verteidigen.
Im gleichen Jahr erkämpfte sich das Doppel bei den Asienspielen die ersten internationalen Lorbeeren, als es Gold gewann. In der Saison 1969/1970 siegten sie ebenfalls bei den Denmark Open und wurden Dritte bei den All England. 1971 wurden sie in London ebenfalls Dritte. Den dortigen Titel konnten sie dann letztlich 1972 gewinnen und 1973 verteidigen. 1972 trugen beide wesentlich zum japanischen Gewinn im Uber Cup bei, während es 1975 nur noch zu Platz 2 reichte.
Mit neuer Partnerin Emiko Ueno gewann Etsuko Toganoo 1977 den 1. Weltmeistertitel im Damendoppel.

## Erfolge
| Saison    | Veranstaltung                            | Disziplin   | Platz | Name                              |
| --------- | ---------------------------------------- | ----------- | ----- | --------------------------------- |
| 1968      | Malaysian Open                           | Damendoppel | 1     | Machiko Aizawa / Etsuko Takenaka  |
| 1968      | Japan: Einzelmeisterschaften             | Damendoppel | 1     | Machiko Aizawa / Etsuko Takenaka  |
| 1969      | Japan: Einzelmeisterschaften             | Damendoppel | 1     | Machiko Aizawa / Etsuko Takenaka  |
| 1969/1970 | Dänemark: Internationale Meisterschaften | Damendoppel | 1     | Etsuko Takenaka / Machiko Aizawa  |
| 1970      | Asienspiele                              | Damendoppel | 1     | Machiko Aizawa / Etsuko Takenaka  |
| 1970      | All England                              | Damendoppel | 3     | Etsuko Takenaka / Machiko Aizawa  |
| 1970      | US Open                                  | Dameneinzel | 1     | Etsuko Takenaka                   |
| 1970      | US Open                                  | Damendoppel | 1     | Machiko Aizawa / Etsuko Takenaka  |
| 1970      | Japan: Einzelmeisterschaften             | Dameneinzel | 1     | Etsuko Takenaka                   |
| 1970      | Japan: Einzelmeisterschaften             | Damendoppel | 1     | Machiko Aizawa / Etsuko Takenaka  |
| 1971      | All England                              | Damendoppel | 3     | Etsuko Takenaka / Machiko Aizawa  |
| 1972      | All England                              | Damendoppel | 1     | Machiko Aizawa / Etsuko Takanaka  |
| 1972      | Japan: Einzelmeisterschaften             | Damendoppel | 1     | Machiko Aizawa / Etsuko Takenaka  |
| 1972      | Uber Cup                                 | Team        | 1     | Japan                             |
| 1973      | All England                              | Damendoppel | 1     | Machiko Aizawa / Etsuko Takanaka  |
| 1973      | Japan: Einzelmeisterschaften             | Damendoppel | 1     | Machiko Aizawa / Etsuko Takenaka  |
| 1973      | Japan: Einzelmeisterschaften             | Mixed       | 1     | Shōichi Toganoo / Etsuko Takenaka |
| 1973/1974 | Dänemark: Internationale Meisterschaften | Damendoppel | 1     | Machiko Aizawa / Etsuko Takenaka  |
| 1974      | Japan: Einzelmeisterschaften             | Mixed       | 1     | Shōichi Toganoo / Etsuko Takenaka |
| 1975      | All England                              | Damendoppel | 1     | Machiko Aizawa / Etsuko Takenaka  |
| 1975      | Uber Cup                                 | Team        | 2     | Japan                             |
| 1975      | Japan: Einzelmeisterschaften             | Damendoppel | 1     | Emiko Ueno / Etsuko Toganoo       |
| 1976      | Japan: Einzelmeisterschaften             | Damendoppel | 1     | Emiko Ueno / Etsuko Toganoo       |
| 1976      | Japan: Einzelmeisterschaften             | Mixed       | 1     | Shōichi Toganoo / Etsuko Takenaka |
| 1977      | WM                                       | Damendoppel | 1     | Emiko Ueno / Etsuko Toganoo       |
| 1977      | All England                              | Damendoppel | 1     | Emiko Ueno / Etsuko Toganoo       |
| 1979      | Japan: Einzelmeisterschaften             | Mixed       | 1     | Shōichi Toganoo / Etsuko Toganoo  |
| 1981      | Japan: Einzelmeisterschaften             | Mixed       | 1     | Shōichi Toganoo / Etsuko Toganoo  |

## Referenzen
- Pat Davis: The Guinness Book of Badminton (Enfield, Middlesex, England: Guinness Superlatives Ltd., 1983), S. 106, 108, 109, 133-136
- okamisan55.blog49.fc2.com
- spysee.jp

| Personendaten    | Personendaten                                                                              |
| ---------------- | ------------------------------------------------------------------------------------------ |
| NAME             | Toganoo, Etsuko                                                                            |
| ALTERNATIVNAMEN  | 栂野尾 悦子 (japanisch); Takenaka Etsuko (Geburtsname); 竹中 悦子 (japanisch, Geburtsname) |
| KURZBESCHREIBUNG | japanische Badmintonspielerin                                                              |
| GEBURTSDATUM     | um 1950                                                                                    |